# Benjamin Cowburn
Sir Benjamin Hodkinson Cowburn (Lancashire, 13 mars 1909-Boulogne-Billancourt, 17 décembre 1994) est, pendant la Seconde Guerre mondiale, un agent secret britannique du Special Operations Executive.
Il est envoyé quatre fois en France et y accomplit ses missions avec une grande efficacité sans jamais être arrêté, ce qui constitue un record de longévité (1941 à 1944)[réf. nécessaire], grâce à son sens aigu de la sécurité.

## Identités
- État civil : Benjamin Hodkinson Cowburn
- Prénom familier : Ben
- Comme agent du SOE, section F :
  - Nom de guerre (field name) : successivement « Benoît », « Valérien », « Germain », « Gérard ».
  - Nom de code opérationnel : Tinker (en français Rétameur)

## Biographie

### Avant guerre
Né le 13 mars 1909, il suit une formation d'ingénieur puis travaille et réside à Paris avant la guerre. Il y épouse une Française.
En 1941, il est recruté au Royaume-Uni par le SOE.

### Première mission
Le but de la mission est d'étudier les conditions de préparation de sabotages (avec des moyens parachutés par le SOE, avec l’aide de résistants français à recruter) dans la zone occupée, avec un regard particulier sur les raffineries et la distribution de pétrole. Son nom de guerre est « Benoît ».
Le 6 septembre 1941, après plusieurs tentatives début août reportées en raison du mauvais temps, il est parachuté d’un bombardier Whitley, avec cinq autres agents (Victor Gerson « René », George Langelaan « Marcel », Jean du Puy « Camille », Michael Trotobas « Michel », André Bloch « Georges IX »), à Tendu, au nord d’Argenton-sur-Creuse. Comité de réception : Georges Bégué, Max Hymans et Auguste Chantraine, le maire de Tendu.
Il effectue des voyages dans le midi où il prend contact avec des amis d’avant-guerre et enquête sur les conditions de vie et sur l’opinion des Français. De retour à Châteauroux pour y rencontrer Georges Bégué qui doit lui procurer l’adresse d’André Bloch « Georges IX », son futur opérateur radio, il rencontre Pierre de Vomécourt « Lucas », premier agent du SOE à avoir pénétré en zone occupée, travaillant à Paris et qui avait reçu « Georges IX ».
Première traversée de la ligne de démarcation, avec l’aide d’un guide : train jusqu’à Pau, autocar jusqu’à Aire, second car vers Hagetmau (premier village en zone occupée), traversée de la ligne à pied. Poursuite du voyage : autocar jusqu’à Dax, train jusqu’à Bordeaux, puis train de nuit jusqu’à Paris-Austerlitz.
Le jour de son arrivée, il se rend place des Ternes dans un restaurant convenu, où il retrouve Pierre de Vomécourt « Lucas », qui lui donne des nouvelles : six agents SOE travaillent en zone occupée ; il s'agit de Roger, Gaston, André Bloch « Georges IX », Denis, et eux deux.
Le soir du même jour, dans un bar de Montparnasse, il rencontre pour la première fois « Georges IX », qui est le seul opérateur radio. Après quelques jours, il loue un studio à Neuilly et engage les prises de contact pour constituer son réseau et repérer des terrains adaptés au parachutage de containers et former des groupes pour réceptionner, dissimuler et transporter les matériels, ou pour exécuter les sabotages.
« Georges IX » s’installe au Mans en octobre. En novembre, à la demande de Pierre de Vomécourt « Lucas », qui est inquiet, il va au Mans et constate que « Georges IX » a été arrêté. Il décide d’attendre que Londres lui envoie un nouvel opérateur radio avant de demander des livraisons de matériel. Un contact intéressant lui ayant été indiqué en zone libre, il repasse la ligne de démarcation. Pour ce faire, avec la complicité de cheminots, il se cache dans une cavité située sous le tender du train Bordeaux-Montauban. Il règle ses affaires à Marseille et expérimente au retour une autre méthode de passage de la ligne de démarcation, à pied (près de Ribérac) en continuant en autocar (d’un arrêt près de Ribérac à Montmoreau-Saint-Cybard) puis en train jusqu’à Angoulême.
De décembre 1941 à février 1942 se déroule l'affaire de La Chatte (voir à Mathilde Carré).
En 1942, au Mans, tandis que Pierre de Vomécourt « Lucas » et Mathilde Carré « Victoire » rentrent à Paris, Cowburn prend le train de Tours, puis celui de Bordeaux. Il descend à Angoulême et repasse la ligne près de Ribérac. Autocar pour Périgueux, arrivée à Limoges. Le lendemain il rencontre Philippe de Vomécourt « Gauthier », frère de « Lucas », qui lui conseille d’aller à Vichy rencontrer quelqu’un qui pourrait transmettre pour lui un message à Londres, et de se rendre à Lyon pour rencontrer une dame qui pourrait l’aider à rejoindre l’Angleterre. Ce qu’il fait (il s'agit de Virginia Hall « Marie »). Puis c'est le voyage de retour : Marseille (bar Le Petit Poucet), train jusqu’à Toulouse ; puis Perpignan, Banyuls et randonnée à pied pour traverser les Pyrénées.
Bilan de la première mission
Il a établi des contacts à Saint-Gaudens (Haute-Garonne) et aux Pétroles Jupiter à Paris, grâce auxquels il a obtenu des renseignements utiles sur la situation pétrolière en France. Il a établi les bases d'un futur réseau de sabotage. Il a mis au point des méthodes clandestines.
Après sa traversée des Pyrénées à pied, il arrive à Vilajuïga, au consulat britannique. Suite en voiture : Barcelone, Madrid (où il rencontre Peter Churchill « Michel »), Lisbonne. Quelques jours plus tard, retour en avion depuis l’aérodrome de Cintra. Le 23 mars, il rejoint Londres où il retrouve Pierre de Vomécourt « Lucas ». Il fait son rapport. Il est décidé de renvoyer Pierre de Vomécourt en France à la prochaine lune.
Le 1er avril , Pierre de Vomécourt est parachuté en France, avec son nouveau nom « Sylvain ». Le 25, il est arrêté, ainsi que Roger Cottin « Albert » et Noël Burdeyron « Gaston ».

### Deuxième mission
Le but de la mission est de prendre la direction du réseau Tinker dans le département de l'Indre. Son nom de guerre devient « Valérien ».
Dans la nuit du 1/2 juin, il est parachuté à l’aveugle, depuis un Halifax, avec Edward Wilkinson « Alexandre ». Le lâcher s'avère imprécis : au lieu d'atterrir près de Bellac comme prévu, ils se retrouvent près du Grand-Bourg, à 65 km. Cowburn ne retrouve son compagnon que deux jours plus tard à Tarbes. Leurs premières visites sont : Charles Rechenmann « Julien » à Tarbes, puis Virginia Hall « Marie » à Lyon, pour obtenir l’adresse de leur radio, qu’il finit par rencontrer mais qui demande un délai pour régler des affaires personnelles. Ils vont ensuite à Paris, en passant la ligne de démarcation, tous les deux calés dans le réduit du tender. Ils arrivent à Bordeaux où ils prennent l'express de nuit pour Paris. Ils se séparent alors. Le radio tardant à arriver, ils se revoient régulièrement. Finalement Cowburn retourne à Lyon, toujours dans le tender, pour vérifier ce qui se passe. « Marie » lui apprend que l'opérateur radio pressenti a échoué à passer la ligne, et qu’il allait être remplacé par un opérateur plus débrouillard.
Le 15 août sont arrêtés à Limoges Edward Wilkinson « Alexandre », Richard Heslop « Fabien » et Denis Rake « Justin ». L'apprenant de la bouche de Virginia Hall « Marie », Cowburn se résigne à travailler seul quelque temps encore. Le 10 octobre sont sabotées plusieurs lignes électriques à haute tension de la centrale d'Éguzon.
Un Lysander le ramène en Angleterre le 26/27 octobre, en compagnie de Georges Duboudin « Alain ».
Bilan de la mission
Avec l'aide d'Auguste Chanteraine, Cowburn a organisé la réception de deux parachutages d'armes et d'explosifs, parachutages qui avaient été préparés par Denis Rake « Justin » avant son arrestation - qui vont servir à équiper les premiers résistants du secteur. Il a dirigé plusieurs sabotages : outre les lignes à haute tension de la centrale électrique d'Éguzon, citons l'usine d'aviation Bloch à Châteauroux par introduction d'abrasifs dans les machines-outils.

### Troisième mission
La mission consiste à établir et diriger le réseau Tinker II dans le secteur de Troyes, chef-lieu de l’Aube. Son nom de guerre devient « Germain ».
Il est parachuté dans le bois de Saint-Lomer à La Salière le 10/11 avril 1943, un écart de Thenay (Loir-et-Cher), depuis un bombardier Halifax. Il est accompagné d’un autre agent, John Barrett « Honoré », qui doit devenir son opérateur radio. Par prudence, ils ont choisi d’emporter deux émetteurs radio. Le parachutage a lieu. Quelques conteneurs demandés par le comité de réception sont aussi largués. Le comité de réception est composé de trois hommes : Pierre Culioli « Adolphe » et deux fermiers Théo Berthin, de Contres, et Eugène Pruvost du hameau de La Salière près de Phages, commune de Thenay.
Appliquant les instructions reçues, Cowburn va à Paris remettre au chef du réseau Prosper-Physician, Francis Suttill en personne, d’officier à officier, des cristaux d’émetteur radio. À Paris, Suttill présente Cowburn à Henri Garry, chef du réseau Phono (ou Cinéma), et qui lui-même présente à son tour Cowburn à Pierre Mulsant, un industriel qui a épousé une Troyenne. Depuis déjà un certain temps, Suttill envisageait d’implanter le réseau Prosper-Physician dans l’Aube, et en mars 1943, il avait même demandé à France Antelme « Renaud », alias Antoine Ratier, de travailler à l’implantation d’un groupe dans le secteur de Troyes.
Lorsque Cowburn arrive sur place, il peut utiliser les deux terrains mentionnés, mais il en ajoute un troisième, à l’ouest de Troyes. Avec son équipe, trois opérations de parachutage se déroulent sur ces terrains. Grâce à cela, Cowburn est en mesure d'entreprendre la neutralisation de la ligne de chemin de fer Troyes-Brienne-le-Château, située sur l’axe ferroviaire Cologne-Hendaye très fréquenté par les convois militaires allemands.
Dans la nuit du 3 au 4 juillet, à la tête d’un petit commando de résistants, Cowburn pénètre dans le dépôt SNCF de Troyes, qui est l'un des plus importants de l’Est de la France. Par groupes de deux, les membres du commando placent des explosifs sur les locomotives qui y stationnent. Le rapport de police qui rend compte de ce sabotage signale des avaries sérieuses sur une dizaine de locomotives, et précise que trois d’entre elles doivent être immobilisées plusieurs mois pour être réparées. Il reçoit de Londres l'ordre de couper tout contact avec le réseau Prosper-Physician et, le 17 septembre, rentre à Londres par Lysander.

### Quatrième mission
Le but de la mission est de trouver des contacts à Nancy pour le lieutenant Breen et démarrer un nouveau réseau à Amiens. En réalité Cowburn va chercher à sauver ses amis arrêtés, Pierre Mulsant et John Barrett « Honoré ». Son nom de guerre est « Gérard ».
Le 30 juillet 1944, il est parachuté en France, près de Bar-sur-Aube, avec le capitaine D.M. Pearson « Philippe » et le lieutenant A.V. Breen « Bruno ». Mais ni lui, ni Dumont-Guillemet ne sont en mesure de se trouver sur le chemin des deux prisonniers et d'empêcher leur envoi à Buchenwald.
Bilan de la quatrième mission
La mission est interrompue par la Libération. Il est libéré, en compagnie de la population de Melun, par les troupes américaines. Il n’a donc pas l'occasion d’organiser un ramassage pour son rapatriement.
Il meurt le 17 décembre 1994 à Boulogne-Billancourt.

## Reconnaissance

### Distinctions
- Royaume-Uni : MC and bar.
- France : Chevalier de la Légion d'honneur, Croix de guerre 1939-1945 avec palme.

### Monument
- Tendu (Indre) : une stèle commémore le parachutage clandestin du 6 septembre 1941. Lieu-dit Les Cerisiers.

## Œuvres
- Sans cape ni épée, Gallimard, 1958
- The Ride of a Special Agent. Ce poème a été offert par Benjamin Cowburn au Musée de la Résistance, de la Déportation et de la Libération de Blois[13]. Il illustre avec humour son activité clandestine[14] :

| THE RIDE OF A SPECIAL AGENT | [traduction proposée par le Musée de Blois] |
| --- | --- |
| O Bicycle, Bicycle - Queen of the roads Who carried me - and my infernal loads Miles, dozens of miles, thousands it seemed Panting and exhausted'till every pore steamed… Pedalling along for hours on end Uphill, downhill, on straight, round bend Past farmhouse, cattle and Feldpolizei, Wood, and manure heap with smell so high. ' Tween gasps I could at least find solace In the thought that no C.O. must I face Being my own Staff, Ordnance and all, Tactician, Strategist and General. Why not be a great one — like Napoleon? What did he say his army moved on? Its feet, its legs or its aching back? No : "My army marches on its stomach" ! So, as I was another Bonaparte I leave you, dear friend, to guess which part Of my anatomy I relied upon To carry me along'til the war was won… Germain | Bicyclette, petite reine, mon vélo, Qui me porta, moi et mes fardeaux infernaux, Sur les trajets aux innombrables kilomètres, Épuisé, haletant et suant de tout mon être, À travers bois et forêts, villes et villages Contournant de la Feldpolizei les barrages, Passant fumier, roulant sur le crottin des chevaux, Matière pour moi moins puante que la Gestapo, Cependant, je pus me consoler en songeant, Que n'étant sous les ordres d'aucun commandant, Que d'aucun état-major ne cherchant l'estime, J'étais en fait mon propre généralissime. Pourquoi donc ne pas m'inspirer de napoléon ? Sur quoi, déclara-t-il, marchaient ses bataillons ? Leurs jambes ? Leurs pieds ? Non ! Grâce à leurs havresacs, Mon armée marchait sur son estomac. Étant devenu un Bonaparte en petit, Je vous laisse deviner sur quelle partie De mon anatomie bien endolorie Je dus m'appuyer pour défaire l'ennemi. |